# Мирюга
Мирюга — село в Эвенкийском районе Красноярского края.
Образует сельское поселение село Мирюга как единственный населённый пункт в его составе. Мирюга относится к Байкитской группе поселений. Основным занятием жителей является охотничий и пушной промысел.

## Географическое положение
Село расположено на берегу реки Подкаменная Тунгуска, в 1,5 км от устья реки Мирюга.

## Население
| 2010 | 2012 | 2013 | 2014 | 2015 | 2016 | 2017 |
| ---- | ---- | ---- | ---- | ---- | ---- | ---- |
| 64   | ↘60  | ↘53  | ↘44  | ↘43  | ↘41  | ↘40  |
| 2018 | 2019 | 2020 | 2021 |      |      |      |
| →40  | ↘37  | ↘34  | ↗36  |      |      |      |

По данным Всероссийской переписи населения 2010 года:
| № | Национальность | Численность, чел. | Доля   |
| - | -------------- | ----------------- | ------ |
| 1 | русские        | 39                | 60,9 % |
| 2 | эвенки         | 19                | 29,7 % |
| 3 | другие         | 6                 | 9,4 %  |

## Местное самоуправление
Глава муниципального образования
- Сидоркин Петр Маркович. Дата избрания: 16.01.2010. Срок полномочий: 4 года

## Инфраструктура
В поселении работает фельдшерско-акушерский пункт, имеется библиотека, магазины, участок ЖКХ и авиаплощадка.